# Olderdalen (Kåfjord)
Olderdalen (samisk: Dálvesvaggi, kvensk: Junttaniemi) er en by der er administrationscenter i Kåfjord kommune i Troms og Finnmark fylke i Norge.
Byen har 	291 indbyggere (2012) , og ligger langs E6 på nordsiden af fjordarmen Kåfjord som går ud fra østsiden af Lyngenfjorden.

## Geografi
Stedet ligger 70 kilometer fra Tromsø hvis man benytter færger, men 180 kilometer fra samme by hvis man kører af E6 omkring Skibotn og Nordkjosbotn. Der er 50 kilometer til Storslett, kommunecenteret i Nordreisa kommune, retning nord langs E6. Her ligger også Sørkjosen Lufthavn, som er nærmeste flyveplads.
Landskapet domineres af fjeld, fjord, skov og landbrugsareal, så der er gode muligheder for et aktivt frilufts- og vildmarksliv.
Der er færgeforbindelse (del af riksvei 91) over Lyngenfjorden til byen Lyngseidet, kommunecenteret i Lyngen kommune.

## Kultur og opvækst
Olderdalen skole ligger i centrum af bygden, og er en flerkulturel skole i det samiske sprogområde. Skolen har alle klassetrin, og samler også elever fra nærliggende børneskoler i kommunen på ungdomsskoletrinnene. Bygden har en kommunalt drevet børnehave og et ældrecenter. Der er også en godt udbygget kommunal kulturskole på stedet.
Kåfjord kirke ligger nær centrum og er en langkirke bygget i 1949 med plads til 450 personer. Kirken blev restaureret og delvis ombygget i 1990.

## Næringsliv
Der drives hovedsageligt landbrug og fiskeri og derudover de nødvendige serviceerhverv som for eksempel dagligvarehandel og offentlig og privat tjenesteydelser. Opdræt af får og mælkeproduktion er to af de mest fremtrædende former for landbrug.

## Historie
Under anden verdenskrig blev mange af husene og gårdene i Olderdalen offer for tyskernes brændte jords taktik, da de trak sig tilbage fra Finland og Finnmark. Dette førte til at det meste af infrastrukturen og bebyggelsen i bygden blev ødelagt for at forhindre de invaderende sovjetiske styrker i at få fat i forsyninger.

## Kendte olderdalinger
- Idar Kristiansen, forfatter
- Jan Lindvall, langrendsløber